# Colostygia ferrata
Colostygia ferrata är en fjärilsart som beskrevs av Herrich-Schäffer 1839. Colostygia ferrata ingår i släktet Colostygia och familjen mätare. Inga underarter finns listade i Catalogue of Life.